# Concertino pour violoncelle de Roussel
Pour les articles homonymes, voir Concertino pour violoncelle.
Le Concertino pour violoncelle et orchestre opus 57 est un concertino d'Albert Roussel. Composé en 1936, il fut créé le 6 février 1937 aux concerts Poulet-Siohan à Paris.

## Présentation
Le Concertino pour violoncelle et orchestre est composé en trois semaines, en août 1936, et dédié à Marix Loevensohn. Il est créé le 6 février 1937 à Paris, aux concerts Poulet-Siohan, par le violoncelliste Pierre Fournier, salle Pleyel, sous la direction de Robert Siohan.
La partition est la dernière œuvre orchestrale d'Albert Roussel, et affiche une coloration « souriante, directe et accessible ».

## Analyse
De tonalité générale d'ut majeur, l’œuvre adopte la structure traditionnelle du concerto en trois mouvements :
1. Allegro moderato
2. Adagio
3. Allegro molto

L'accompagnement orchestral est instrumenté pour deux flûtes, deux hautbois, deux clarinettes en si bémol, deux bassons, deux cors en fa, deux trompettes en ut, timbales et cordes.
Deux thèmes structurent le premier mouvement, l'un rythmique (de mètre anapestique) et l'autre lyrique. Le deuxième mouvement est un adagio bref et « éminemment expressif », de forme ternaire. Le troisième mouvement s'enchaîne sans interruption, et présente une forme rondo, « aux allures de fête populaire », intégrant une cadence exigeante pour le soliste, où se mêle le hautbois.
L'exécution de l'œuvre dure en moyenne douze, treize minutes.
Le Concertino, qui a également fait l'objet d'une réduction pour violoncelle et piano par l'auteur, porte le numéro d'opus 57 et, dans le catalogue des œuvres du compositeur établi par la musicologue Nicole Labelle, le numéro L 72.

## Discographie
- Albert Tétard et l'Orchestre de Paris dirigé par Jean-Pierre Jacquillat, EMI (1969) ; réédité dans Albert Roussel Edition, CD 3, Erato 0190295489168 (2019)[5].
- Saša Večtomov et l'Orchestre symphonique de la radio de Prague dirigé par František Vajnar, Supraphon (1976).
- Jean-Guihen Queyras et l'Ensemble orchestral de Paris dirigé par David Stern, Naïve (1998).